# ماركو سيمونوفيتش (لاعب كرة قدم)
ماركو سيمونوفيتش (بالسلوفينية: Marko Simeunovič)‏ (مواليد 6 ديسمبر 1967) هو لاعب كرة قدم. يلعب مع منتخب سلوفينيا لكرة القدم. سبق له أن لعب في كأس العالم لكرة القدم مع منتخب بلاده.

## روابط خارجية
- ماركو سيمونوفيتش على موقع الاتحاد الدولي (مؤرشف)  (الإنجليزية)
- ماركو سيمونوفيتش على موقع اتحاد تركيا (لاعب) (الإنجليزية)
- ماركو سيمونوفيتش على موقع قاعدة بيانات كرة القدم.إي يو (الإنجليزية)
- ماركو سيمونوفيتش على موقع ناشيونال فوتبول تيمز (الإنجليزية)
- ماركو سيمونوفيتش على موقع عالم كرة القدم.نت (الإنجليزية)